# الميدالية الذهبية لبول كارير

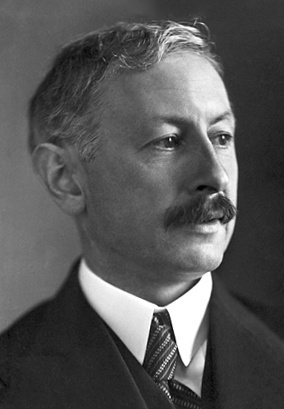
بول كارير.

تُمنح ميدالية ومحاضرة بول كارير الذهبية سنويًا أو كل سنتين من قبل جامعة زيورخ لباحث بارز في مجال الكيمياء أكتشف جديد في الكيمياء أو حل مشكلة. تأسست في عام 1959 من قبل مجموعة من الشركات الرائدة، بما في ذلك CIBA AG و JR Geigy و F. Hoffmann-La Roche & Co. AG و Sandoz AG و Société des Produits Nestlé AG و Dr. A. Wander AG ، لتكريم السويسريين المبدعين الكيميائي العضوي والحائز على جائزة نوبل بول كارير في عيد ميلاده السبعين.
صنع الميدالية النحات السويسري هيرمان هوباشر. وجه الميدالية يصور بول كارير وخلف الميدالية محفور كلمات جامعة زيورخ - محاضرة بول كارير. المحاضرة نفسها تلقى في جامعة زيورخ.
يمثل المستفيدون معظم المؤسسات البحثية المهمة في أوروبا والولايات المتحدة الأمريكية ومن بينهم تسعة فائزين بجائزة نوبل في الكيمياء أو الطب.

## المستلمون
المصدر: جامعة زيورخ
- 2019 ماكوتو فوجيتا
- 2017: هربرت والدمان
- 2015: بول كنوشل
- 2013: ستيفان دبليو هيل
- 2011: مايكل جراتزل
- 2009: أكيرا سوزوكي
- 2008: ألبرت إشنموسر
- 2007: ستيفن في.
- 2005: روبرت هـ.جروبس
- 2004: آدا يوناث
- 2002: ديتر أوستيرهيلت
- 2000: كيرياكوس سي نيكولاو
- 1998: أحمد حسن زويل
- 1996: جاكلين ك.بارتون
- 1994: ستيوارت ل. شرايبر
- 1992: هانز بولسن
- 1989: دويليو أريجوني
- 1986: كوجي ناكانيشي
- 1984: جاك إي بالدوين
- 1982: إلياس جيه كوري
- 1979: هانز كون
- 1977: آلان باترسبي
- 1976: اوتو ايسلر
- 1974: فلاديمير بريلوج
- 1973: إيجبرتوس هيندا
- 1972: جورج ويتيج
- 1971: برنارد ويتكوب
- 1970: أدولفو كيليكو
- 1969: روبرت شويزر
- 1968: كورت موثيس
- 1967: جورج والد
- 1966: جيرولد ك.شوارزنباخ
- 1965: أكسل هوغو تي ثيوريل
- 1964: إدغار ليدرير
- 1963: سيفيرو أوتشوا
- 1962: اللورد الكسندر ر. تود
- 1961: آرن دبليو ك. تيسيليوس
- 1960: كليمنس شوبف
- 1959: آرثر ستول

## وصلات خارجية
- موقع الجائزة